# Jõhvi
Jõhvi (oroszul: Йыхви, németül: Jewe) város Észtország északkeleti részén, Ida-Viru megye és Jõhvi község székhelye. Jõhvi Pargitaguse, Jõhvi, Pauliku, Edise, Kotinuka, Linna és Kohtla-Järve településekkel határos.

## Történelme
A 13. század második felében Jõhvi az egyházközség központja lett, és ez nagy hatással volt a város további fejlődésére. A plébánia első említése 1354-ből származik, a templomot pedig 1367-ben említik, amikor az orosz-német csata során elpusztult. Egy új, kőfalazatú templomot építettek, majd a 14. század végén egy tornyot építettek a templomhoz. A Jõhvi templom döntő szerepet játszott Észak-Észtország védelmében. 1491-ben említik először a Jõhvi kastélyt, melynek tulajdonosa Narva Ordofon volt. A livóniai háború után a kastély egy ideig a svéd király fennhatósága alatt állt, 1617-től pedig magántulajdon. A tulajdonosok változtak, de a leghosszabb ideig Wellings bárók és Douglas grófok birtokában volt a kastély.

### 18. század
A 18. század közepén Jõhvi falu földjét a földművesek használták, de 1782-re már csak 3 paraszt és 3 szabad ember maradt. Az 1782-es év a falu fejlődésében jelentős áttörésként ismert: korábban a Szentpétervár és Tallinn közötti postaút a partvonal mentén haladt, de 1782-től ezt az utat délre helyezték át, és így érintette Jõhvit is. Mivel a Tartu és Riga felé vezető út is Jõhvitól indult, a falu a Szentpétervár és Nyugat-Európa közötti utak csomópontjává vált. Még ugyanebben az évben megépült a vasútállomás. A 18. század végére Jõhvi lakosainak száma 100 körül mozgott.

### 19. század
A 19. század folyamán Jõhvi helyi kereskedelmi központtá fejlődött. 1825-ben rendezték meg az első Jõhvi vásárt, és megalakultak az első üzletek is. Az első egyházi iskolát F.F. pap nyitotta meg. Az iskolát tíz évvel később plébániai iskolává alakították, és 1883-ig működött. A Tallinn–Szentpétervár vasútvonal is ekkortájt nyílt meg, ami érintette a falut. 1888-ban a kórházat és orosz iskolát építettek, amelyet két évvel később minisztériumi iskolává alakítottak át. 1895-ben pedagógiai osztály nyílt az iskolában, ahol a plébániai iskolákba készítették fel a tanítókat. Ugyanebben az évben megnyílt a tűzoltószertár. Az 1897-es népszámlálás alapján a falunak 828 lakosa volt.
A 19. század végén tehát két templom, három malom, sör- és szeszfőzde, kocsma, körülbelül 30 üzlet, valamint tűzoltótársaság működött itt.

### 20. század
1917. július 15-én az orosz ideiglenes kormány elfogadta a település törvényét , ami lehetőséget adott a városok számának növelésére és vitát váltott ki a Jõhvi lakosok körében, mert azok nagy része támogatta a városi rang elnyerését. Az országos gyűlést összehívták, 777 választójoggal rendelkező polgár szavazott a városi rangra, 4-en pedig a kisközségre. A megfelelő javaslatot a Viru Megyei Igazgatóságnak nyújtották be, és úgy döntöttek, hogy Jõhvi kisvárosi rangot kap. Jõhvi község közigazgatási határát nem jelölték ki. A város lakossága ekkor 1300 fő volt.
1918. március 1-jén érkezett meg az első német megszálló hadsereg, amely 1918. november 29-ig tartózkodott Jõhviben. Ezalatt a házakat számozták, járdákat építettek és a piac körül fákat ültettek.Jõhviben 1918. július 12-től 1919. január 16-ig a Munkásközség kormányzott. Jõhvi élete a háborús viszonyok szerint zajlott. 1919. november 29-én 1700 lakos élt Jõhviben.
1919. július 12-én a Jõhvi Városi Tanács megindította Alutaguse megye megalakításának folyamatát, ahol Jõhvi a megye központja lett volna, és ennek eredményeként városi rangot kapott volna. Kezdetben 9 megyéből érkezett meg a hozzájárulás, de ezzel egy időben Narva is kinyilvánította akaratát a jelöltségért. Szeptember 15-én jelent meg a egy törvény, ami kimondta, hogy Narva lesz a megye központja, de 1921 áprilisában végül eltörölték a megye létrehozásáról szóló törvényt.
1928. április 19-én elfogadták az önkormányzati törvényt, ami által számos kisváros kapta meg a városi rangot, köztük Jõhvi is. 1938. április 1-re Jõhvi lakossága elérte a 2525 főt.
1941. augusztus 13-án a német fegyveres erők elérték a várost, ami kezdetben érintetlen maradt, néhány épületet leszámítva. 1943. augusztus 3-án tűz ütött ki, amely során 92 ház és 129 melléképület pusztult el, ez a város egyharmadát tette ki. A Vörös Hadsereg bombázása újabb pusztításokat hozott, de a legnagyobb kárt 1944. szeptember 18-án a hátráló német katonák hajtották végre. Felrobbantották a postát, a középiskolát, az udvarházat, a sör- és vodkagyárat, és a vasútállomás közelében néhány házat. Mikorra az orosz fegyveres erők megérkeztek, már csak 100 ház maradt a 350-ből.
1960-ban egyesült Jõhvi és Kohtla-Järve, majd egy olajmedence építése miatt a város összes ingatlanát átadták a kormánynak. Ezzel együtt Jõhvi elvesztette városi státuszát.
1991. augusztus 23-án az észt Legfelsőbb Tanács eltörölte azt a rendeletet, ami megfosztotta Jõhvit a városi rangtól.

## Népesség
| Lakosok száma | 10 775 | 10 525 | 10 669 | 10 051 | 10 398 | 10 541 | 10 321 | 10 481 | 10 852 | 10 880 |
|               | 2011   | 2014   | 2015   | 2017   | 2018   | 2019   | 2020   | 2022   | 2023   | 2024   |

## Testvérvárosok
- Loimaa, Finnország
- Uddevalla, Svédország
- Kingisepp, Oroszország
- Thisted, Dánia
- Skien, Norvégia
- Olecko, Lengyelország